# Bjørnar Teigen
Bjørnar Lisether Teigen, född 29 juni 1971 i Svarstad, är en norsk skådespelare, regissör och dramatiker.
Teigen är utbildad vid Statens Teaterhøgskole och har haft flera stora roller på Det Norske Teatret, däribland i Lars Noréns Personkrets 3:1. Han debuterade som dramatiker och regissör med monologen Bjørn D på Teatret Vårt i Molde 2002, och har sedan dess fått flera andra egna stycken uppsatta, bland annat monologen Unnskyld meg, altså (2006), som han skrev för Anne Marie Ottersen. År 2003 tilldelades han Heddaprisen som årets debutant för pjäsen Det tredje tegnet på Teatret Vårt.
På tv har han bland annat synts som Lauritz i komediserien Hos Martin på TV2, och på film i bland andra Livredd (1997), Desperate bekjentskaper (1998), Bollen i ögat (2000) och Import – eksport (2005, nominering till Amandaprisen för "Årets manliga skådespelare").

## Filmografi (urval)
- 1996 – Hamsun
- 1997 – Livredd
- 1998 – Desperate bekjentskaper
- 2000 – Bollen i ögat
- 2000 – Hjem til jul (kortfilm)
- 2003 – Kjell universell (kortfilm)
- 2004 – Hos Martin (TV-serie)
- 2005 – Import – eksport
- 2020 – Bloodride